# 木村皐誠
 木村 皐誠 （きむら こうせい、2009年〈平成21年〉9月15日 - ）は、日本の子役。テアトルアカデミー所属。

## 人物
- 趣味特技 : 水泳・野球

## 出演
太字は主演、もしくは、メインキャラクター。

### テレビドラマ
- マザー・ゲーム〜彼女たちの階級〜（2015年4月14日〜6月16日、TBS） - 園児 役
- 結婚式の前日に（2015年10月13日〜12月15日、TBS） - 児童養護施設のこども 役
- リアルホラー〜槍〜（2015年3月22日、BSフジ） - 名波啓二（山本裕典 幼少期）役
- 早子先生、結婚するって本当ですか?（2016年4月21日〜6月16日、フジテレビ） - 菊名大介 役
- コック警部の晩餐会 第4話（2016年11月10日、TBS） - 少年 役
- 探偵・日暮旅人 第1話（2017年1月22日、日本テレビ） - 園児 役
- 三匹のおっさん3〜正義の味方、みたび!!〜 第6話（2017年2月24日、テレビ東京） - 修也 役[2]
- 今からあなたを脅迫します 第6話（2017年11月26日、日本テレビ） - 小学生 役[3]
- オトナ高校 第6話・第8話(最終話)（2017年11月25日・12月9日、日本テレビ） - 山田心人[注 1] 役[4]
- 大全力失踪 第2回（2019年4月14日、NHK BSプレミアム） - 子ども 役[5]
- もみ消して冬〜わが家の問題なかったことに〜 第7話（2018年2月24日、フジテレビ） - 男の子 役[6]
- 逃亡花（2018年4月15日〜7月8日、BSテレビ東京） - 養護施設の子ども役[7]
- 半分、青い。 第151回（2018年9月24日、NHK） - 子ども 役[8]
- 騎士竜戦隊リュウソウジャー 19話（2019年7月28日、テレビ朝日） - 男子A 役[9]
- マイラブ・マイベイカー 第4話（2020年8月4日、カンテレ） - 佐藤陽太 役
- 35歳の少女 第8話〜10話（2020年11月28日〜12月12日、日本テレビ） - 安田勇樹 役[10]
- 嫌われ監察官 音無一六 第1話（2022年5月6日、BSテレビ東京） - 広瀬貴大（水間ロン 12歳時）役[11]
- 黙秘犯（2022年8月8日、テレビ東京） - 倉田忠彦（市原隼人 13歳時）役[12]
- 大河ドラマ 光る君へ 第1話[注 2]（2024年1月7日[注 2]、NHK） - 三郎（藤原道長〈柄本佑〉の幼少期） 役[13]

### 映画
- オズランド（2018年10月26日〜） - トト 役[14]
- 狂武蔵（2020年8月21日〜） - 又七郎 役
- 約束のネバーランド（2020年12月18日〜） - ラニオン 役[15]
- 6legs - ケン 役
- ホムンクルス（2021年4月2日〜） - 和男 役[16]
- 大怪獣のあとしまつ（2022年2月4日〜、松竹・東映） - 子供 役[17]

### アニメ映画
- 犬王（2022年）
- 機動戦士ガンダム ククルス・ドアンの島（2022年、ホセ）

### 吹き替え
- プーと大人になった僕（2018年） - ルー 役[18]
- グリンチ（2018年） - グルーパート 役[19]
- ワンダヴィジョン（2021年） - トミー・マキシモフ 役（ジェット・クライン）
- それいけ、わんちゃん!（2021年） - スクーチ・プーチ 役
- クルエラ（2021年） - ホーレス（幼少期）役
- インディ・ジョーンズと運命のダイヤル（2023年） - テディ 役（イーサン・イシドール）[20]

### ゲーム
- キングダムハーツIII（2019年） - ルー 役

### 舞台
- 渡る世間は倍返し！！（2015年）
- ミュージカル 忍たま乱太郎〜第9弾〜（2018年） - 福富しんべヱ 役[21]
- かくりよの宿飯（2018年） - チビ 役[22]
- かくりよの宿飯 折尾屋篇（2019年） - チビ 役[23]